# Observatoire des cétacés de Polynésie
L'Observatoire des cétacés de Polynésie (OCP) est un organisme de recherche cétologique.
Il a été créé à Punaauia en 1997 à l'initiative du Groupe de recherche sur les cétacés et du département de biologie marine de l'Université de la Polynésie française afin de coordonner des actions de recherche en mer depuis le sol polynésien. Son activité a pris fin en 2006.
Bien que des échantillonnages aient eu lieu dans les cinq archipels de Polynésie française, la plupart des publications scientifiques ont concerné les Îles de la Société et les Îles Marquises.